# Точка еквісольватації
Точка еквісольватації (рос. точка эквисольватации [изосольватации], англ. equisolvatation [isosolvatation] point) — такий склад бінарної суміші розчинникiв А та В, коли молекули А та В у рівній мiрi беруть участь у створенні
першої сольватної оболонки катіона чи аніона. 
Вимірюється в мольних частках. Термін використовується для характеристики ступеня вибірковості сольватації йонів одним із
компонентів бінарного розчинника. Визначається зокрема методом ядерного магнітного резонансу. Напр., точка ізоселективності 23Na+ в суміші диметилсульфоксид-ацетон становить 0.21 мольної частки диметилсульфоксиду, оскільки ця величина є меншою ніж 0.5, вважається, що він краще сольватує цей іон, ніж ацетон.
Синонім — точка ізосольватації.